# Robert Werner
Robert Werner (Cottbus, ...) è un ex giocatore di football americano tedesco che ha giocato come kicker.